# Meganeura
A Meganeura a rovarok (Insecta) osztályának a fosszilis Protodonata rendjébe, ezen belül a Meganeuridae családjába tartozó nem.

## Rendszerezés
A nembe az alábbi 3 faj tartozik:
- Meganeura brongniarti
- Meganeura monyi (Charles Brongniart, 1893)
- Meganeura vischerae